# NGC 7256
NGC 7256 је спирална галаксија у сазвежђу Водолија која се налази на NGC листи објеката дубоког неба.
Деклинација објекта је - 21° 44' 5" а ректасцензија 22h 22m 36,0s. Привидна величина (магнитуда) објекта NGC 7256 износи 13,2 а фотографска магнитуда 14,0. NGC 7256 је још познат и под ознакама NGC 7254, ESO 602-13, KAZ 537, IRAS 22198-2159, PGC 68686.